# Nehuén Paz
Nehuén Mario Paz (Buenos Aires, 28 aprile 1993) è un calciatore argentino, difensore dell'Huracán.

## Caratteristiche tecniche
Abile nei contrasti, è un difensore centrale mancino che può essere impiegato anche come terzino sinistro. Valido nell'anticipo di testa, data la sua statura, è dotato di buon piede e di discreta forza fisica. Sopperisce alle carenze atletiche tramite un buon senso della posizione.

## Carriera

### All Boys e Newell's Old Boys
Cresciuto calcisticamente nell'All Boys, esordisce in prima squadra all'ottava giornata del Torneo Inicial 2013, il 22 settembre 2013, in casa del River Plate, mandato in campo dall'allenatore Julio César Falcioni. Colleziona 19 presenze in Primera División nel 2013-2014 e 16 in Primera B Nacional, la seconda serie argentina, nel 2014.
Nel 2015 si trasferisce al Newell's Old Boys, con cui totalizza 54 presenze e 2 reti in Primera División in quattro stagioni.

### Bologna e vari prestiti
Il 30 gennaio 2018 viene acquistato dal Bologna per 800 000 euro e il 2 febbraio viene ceduto in prestito per sei mesi con diritto di riscatto al Lanús, con cui debutta il 7 marzo 2018 in una partita di Coppa Sudamericana contro lo Sporting Cristal.
Rientrato al Bologna alla fine della stagione, esordisce in Serie A il 26 settembre 2018 in Juventus-Bologna 2-0, partita che disputa per intero. Complici dei problemi fisici, oltre a questo match in stagione giocherà solo uno scampolo della partita persa per 4-1 sul campo dell'Atalanta il 4 aprile 2019.
Nella stagione successiva il debutto col Bologna avviene il 24 novembre 2019 nella partita pareggiata per 2-2 in casa contro il Parma. Il 31 gennaio 2020, nella sessione invernale di calciomercato, viene ceduto in prestito al Lecce. Debutta con i salentini il 2 febbraio, subentrando nella partita interna vinta per 4-0 contro il Torino.
Terminato il prestito, fa ritorno al Bologna, in cui trova poco spazio, segnando comunque la sua prima rete in Serie A il 23 dicembre 2020, nella gara casalinga pareggiata dai felsinei in rimonta (2-2) contro l'Atalanta.
Il 1º febbraio 2021 si accasa in prestito al Kayserispor fino alla fine della stagione.

### Crotone e Universidad de Chile
Il 27 agosto 2021 viene acquistato a titolo definitivo dal Crotone. Il 20 febbraio rescinde in maniera consensuale il suo contratto con la formazione calabrese.
Tre giorni dopo la rescissione si accasa ai cileni dell'Universidad Católica.

## Statistiche

### Presenze e reti nei club
Statistiche aggiornate al 21 luglio 2025.
| Stagione                    | Squadra                     | Campionato                  | Campionato | Campionato | Coppe nazionali | Coppe nazionali | Coppe nazionali | Coppe continentali | Coppe continentali | Coppe continentali | Altre coppe | Altre coppe | Altre coppe | Totale | Totale |
| Stagione                    | Squadra                     | Comp                        | Pres       | Reti       | Comp            | Pres            | Reti            | Comp               | Pres               | Reti               | Comp        | Pres        | Reti        | Pres   | Reti   |
| --------------------------- | --------------------------- | --------------------------- | ---------- | ---------- | --------------- | --------------- | --------------- | ------------------ | ------------------ | ------------------ | ----------- | ----------- | ----------- | ------ | ------ |
| 2013-2014                   | All Boys                    | PD                          | 19         | 0          | -               | -               | -               | -                  | -                  | -                  | -           | -           | -           | 19     | 0      |
| 2014                        | All Boys                    | PBN                         | 16         | 0          | CA              | 1               | 0               | -                  | -                  | -                  | -           | -           | -           | 17     | 0      |
| Totale All Boys             | Totale All Boys             | Totale All Boys             | 35         | 0          |                 | 1               | 0               |                    | -                  | -                  |             | -           | -           | 36     | 0      |
| 2015                        | Newell's Old Boys           | PD                          | 14         | 1          | CA              | 0               | 0               | -                  | -                  | -                  | -           | -           | -           | 14     | 1      |
| 2016                        | Newell's Old Boys           | PD                          | 10         | 1          | CA              | 1               | 0               | -                  | -                  | -                  | -           | -           | -           | 11     | 1      |
| 2016-2017                   | Newell's Old Boys           | PD                          | 20         | 0          | CA              | 1               | 0               | -                  | -                  | -                  | -           | -           | -           | 21     | 0      |
| 2017-2018                   | Newell's Old Boys           | PD                          | 11         | 0          | CA              | 0               | 0               | -                  | -                  | -                  | -           | -           | -           | 11     | 0      |
| Totale Newell's Old Boys    | Totale Newell's Old Boys    | Totale Newell's Old Boys    | 55         | 2          |                 | 2               | 0               |                    | -                  | -                  |             | -           | -           | 57     | 2      |
| gen.-giu. 2018              | Lanús                       | PD                          | 3          | 0          | CA              | 0               | 0               | CS                 | 1                  | 0                  | -           | -           | -           | 4      | 0      |
| 2018-2019                   | Bologna                     | A                           | 2          | 0          | CI              | 0               | 0               | -                  | -                  | -                  | -           | -           | -           | 2      | 0      |
| 2019-gen. 2020              | Bologna                     | A                           | 3          | 0          | CI              | 1               | 0               | -                  | -                  | -                  | -           | -           | -           | 4      | 0      |
| gen-giu.2020                | Lecce                       | A                           | 13         | 0          | CI              | -               | -               | -                  | -                  | -                  | -           | -           | -           | 13     | 0      |
| 2020-feb. 2021              | Bologna                     | A                           | 6          | 1          | CI              | 1               | 0               | -                  | -                  | -                  | -           | -           | -           | 7      | 1      |
| Totale Bologna              | Totale Bologna              | Totale Bologna              | 11         | 1          |                 | 2               | 0               |                    | -                  | -                  |             | -           | -           | 13     | 1      |
| feb.-giu. 2021              | Kayserispor                 | SL                          | 12         | 1          | TK              | -               | -               | -                  | -                  | -                  | -           | -           | -           | 12     | 1      |
| 2021-2022                   | Crotone                     | B                           | 13         | 0          | CI              | 1               | 0               | -                  | -                  | -                  | -           | -           | -           | 14     | 0      |
| 2022                        | Universidad Católica        | PD                          | 8          | 0          | CC              | 0               | 0               | CL+CS              | 4+1                | 0                  | -           | -           | -           | 13     | 0      |
| 2022                        | Estudiantes (LP)            | PD                          | 7          | 0          | CA+CdL          | -               | -               | CL                 | 2                  | 0                  | -           | -           | -           | 9      | 0      |
| 2025                        | Universidad Católica        | PD                          | 0          | 0          | CC              | 0               | 0               | CS                 | 0                  | 0                  | -           | -           | -           | 0      | 0      |
| Totale Universidad Católica | Totale Universidad Católica | Totale Universidad Católica | 8          | 0          |                 | 0               | 0               |                    | 5                  | 0                  |             | -           | -           | 13     | 0      |
| 2024                        | Independiente Rivadavia     | PD                          | 0          | 0          | CA+CdL          | 0+1             | 0               | -                  | -                  | -                  | -           | -           | -           | 1      | 0      |
| 2024                        | Tigre                       | PD                          | 20         | 1          | CA+CdL          | -               | -               | -                  | -                  | -                  | -           | -           | -           | 20     | 1      |
| 2025                        | Tigre                       | PD                          | 17         | 2          | CA              | 1               | 0               | -                  | -                  | -                  | -           | -           | -           | 18     | 2      |
| Totale Tigre                | Totale Tigre                | Totale Tigre                | 37         | 3          |                 | 1               | 0               |                    | -                  | -                  |             | -           | -           | 38     | 3      |
| 2025                        | Huracán                     | PD                          | 2          | 0          | CA              | -               | -               | CS                 | -                  | -                  | -           | -           | -           | 2      | 0      |
| Totale carriera             | Totale carriera             | Totale carriera             | 196        | 7          |                 | 8               | 0               |                    | 8                  | 0                  |             | -           | -           | 212    | 7      |